# Östgötatidningen
Östgötatidningen var en dagstidning utgiven i Linköping från 1 augusti 1936 till 30 november 1944. Fullständiga titeln för tidningen var Östgöta-Tidningen  med tillägget Daglig morgontidning för Östergötland från 1943.

## Redaktion
Redaktionsort för tidningen var hela tiden Linköping. Politisk tendensen för tidningen var folkpartistisk. Tidningen gavs ut sex dagar i veckan till 1939 på eftermiddagen och sedan från 1940 på morgonen. Nils Birger Lundström  är ende kände ansvarige utgivaren, möjligen var han det hela utgivningstiden men det är osäkert.
| Period                 | Redaktör                   | Kommentar                                     |
| 1936-08-01--1941-07-31 | Lundström, Birger red sekr | Slutdatum som ansvarig utgivare okontrollerat |
| 1941-08-01--1943-04-24 | Gustafsson, Henning        | Avled 1943-04-24.                             |
| 1943-04-27--1943-06-30 | ingen uppgift              |                                               |
| 1943-07-01--1944-12-30 | Wallén, Dag                | red sekr                                      |

## Tryckning
Tryckeriet hette Östgötatidningens tryckeri  i Linköping. Tidningen trycktes i svart med antikva på 51-52 x 35-36 cm satsyta med 8-16 sidor. Upplagan var 1941 5400 exemplar, 1943 7700 och 1944 9396 exemplar. Priset var 14 -17 kronor i prenumeration med den senare upplagan på eftermiddagen avsedd för Linköping lite dyrare. Tidningen hade en A-upplaga som var avsedd för postbefordran till resten av Östergötland medan B-upplagan som inledningsvis vvar avsedd för Linköping trycktes eftermiddag. Då tidningen blev morgontidning fick gen bara en upplaga.